# Бебек (Стамбул)

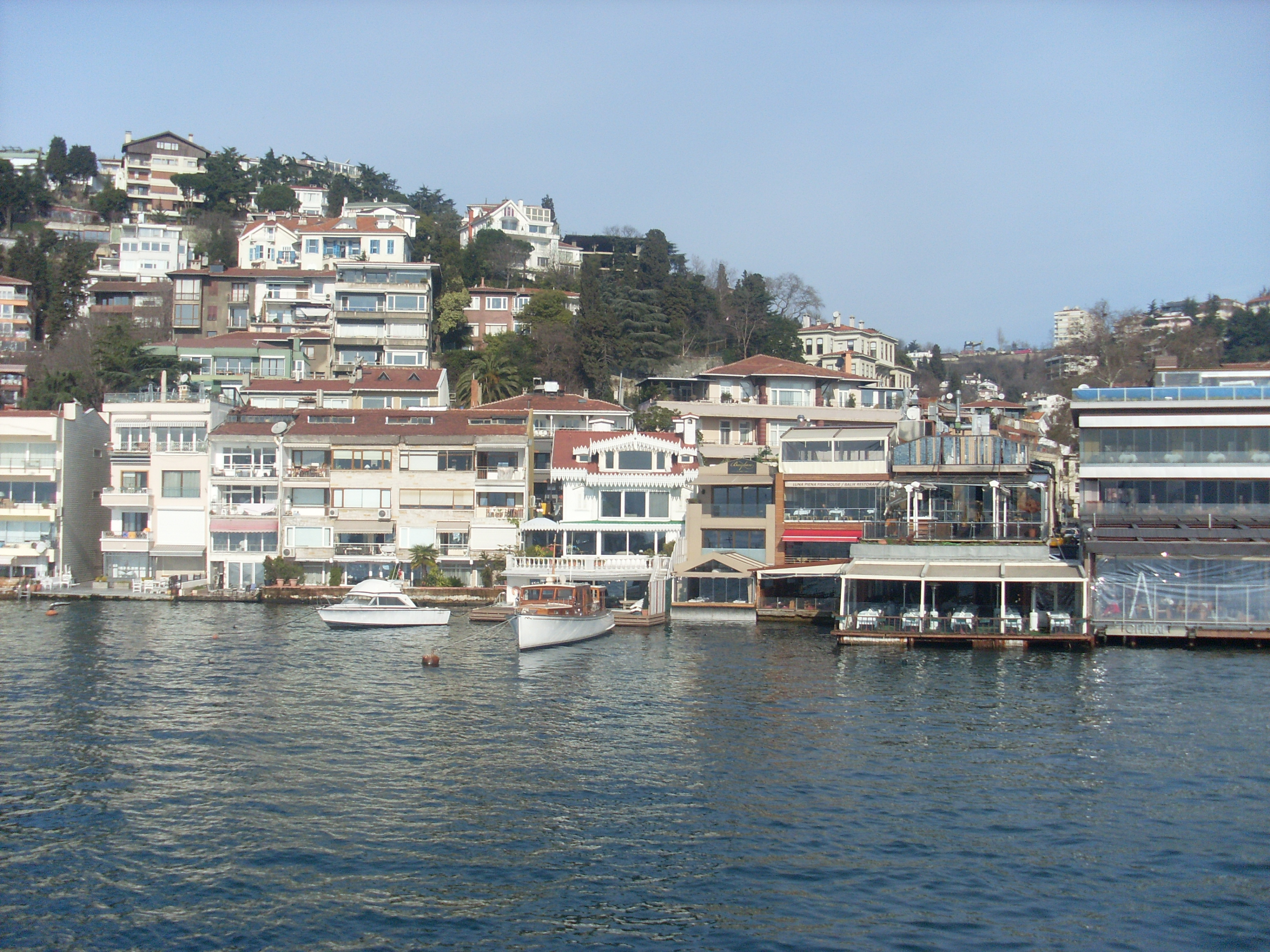
Вид на Бебек с Босфора

 Бебе́к (тур. Bebek) — исторический район в Бешикташе в Стамбуле, Турция, расположенный на европейском берегу пролива Босфор. Бебек окружен такими историческими местами, как Этиляр, Арнавуткёй и Румелихисар. На берегу района расположена одноимённая бухта.

## Название
Название района, Bebek, дословно переводится с турецкого как Ребёнок. Считается, что название произошло от сокращенного Boğaz'ın Gözbebeği, что в переводе, дословно, Зрачок Босфора, или, более литературно, Зеница ока Босфора.

## Население
| 2007  | 2008  | 2009  | 2010  | 2011  | 2012  |
| ----- | ----- | ----- | ----- | ----- | ----- |
| 5826  | ↘5731 | ↘5687 | ↗5725 | ↗7689 | ↘5797 |
| 2013  | 2014  | 2015  | 2016  | 2017  | 2018  |
| ↘5713 | ↗5847 | ↗5933 | ↘5932 | ↘5891 | ↘5616 |
| 2019  | 2020  | 2021  | 2022  | 2023  |       |
| ↗5734 | ↘5351 | ↗5602 | ↘5464 | ↘5378 |       |

## История
Первые подробности о жизни района относятся к Османской империи ко времени падения Константинополя. После захвата Константинополя рядом с крепостью Румелихисар было построено несколько гражданских построек.

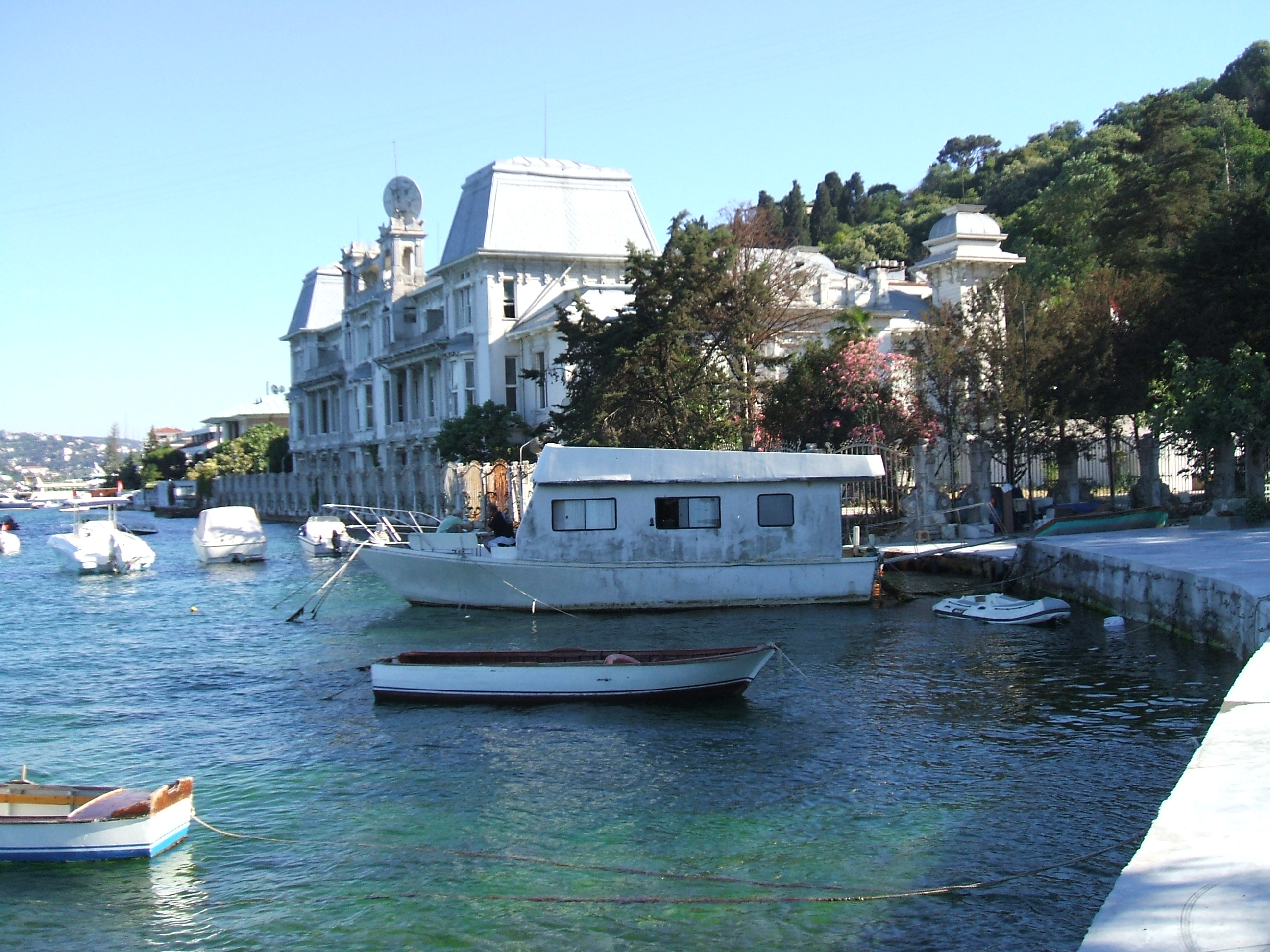
Египетское консульство в Бебеке

Территория начинает активно развиваться в начале XVIII веке во время правления султана Ахмеда III. В Бебеке появляется мечеть, школы, фонтаны, бани, заводы и магазины. Район становится густонаселенным. Помимо турок, тут также проживают общины греков, евреев, грузин и армян, появляется много жилых особняков.
В 1863 году нью-йоркским предпринимателем Кристофером Робертом и американским миссионером Сайрусом Хэмлином в Бебеке был основан Роберт-Колледж. В 1971 году колледж был переименован в Босфорский университет.
В 1902 году на берегу Босфора был построен особняк Валиде-Паши, в котором сейчас располагается египетское посольство.

## Бебек сегодня
Бебек является одним из самых дорогих районов Стамбула. В связи с высокими ценами на недвижимость уровень доходов населения, проживающего в Бебеке, выше среднего. Набережная в Бебеке является популярным местом отдыха. Бухта Бебека является пристанью для многочисленных яхт и кораблей. Вдоль берега пролегает автомобильная дорога, соединяющая два моста.
Основные исторические достопримечательности — египетское посольство (бывший особняк Валиде-Паши), мечеть Бебек, парк Ашиян, кладбище Ашиян, музей Ашиян. Северней на побережье Босфора находится отреставрированная крепость Румелихисар.